# Krępa (powiat mławski)
Krępa – wieś sołecka w Polsce położona w województwie mazowieckim, w powiecie mławskim, w gminie Lipowiec Kościelny.
W latach 1975–1998 miejscowość należała administracyjnie do województwa ciechanowskiego.
Znana z powieści "Noce i Dnie" Marii Dąbrowskiej.